# Templo Sensoji
Templo Sensō-ji (金龍山浅草寺, Kinryū-zan Sensō-ji), também conhecido como Templo de Asakusa, é um templo budista japonês antigo que se localiza em Asakusa, Tóquio. É o templo budista mais antigo de Tóquio, datado em 645 d.C. Anteriormente associado com a seita Tendai do Budismo, tornou-se independente após a Segunda Guerra Mundial. É famoso por abrigar o pagode Gojunoto (ou das Cinco Histórias), construído em 1648 por Tokugawa Iemitsu.

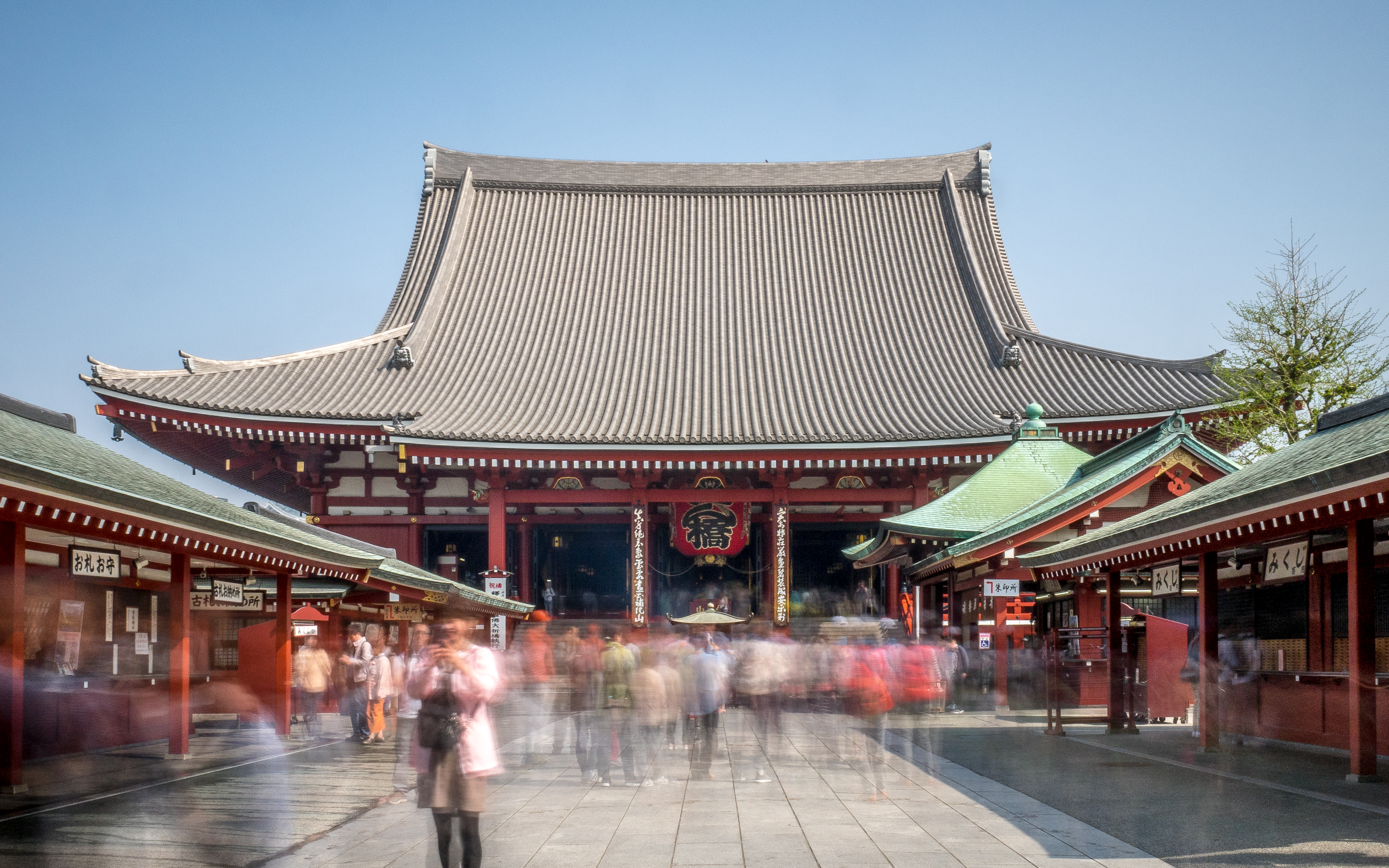
Fotografia do Templo Sensoji

O Templo Sensoji é dedicado à Kuan Yin, a bodisatva da compaixão, é o recinto espiritual mais visitado no mundo, com mais de trinta milhões de visitantes anualmente.

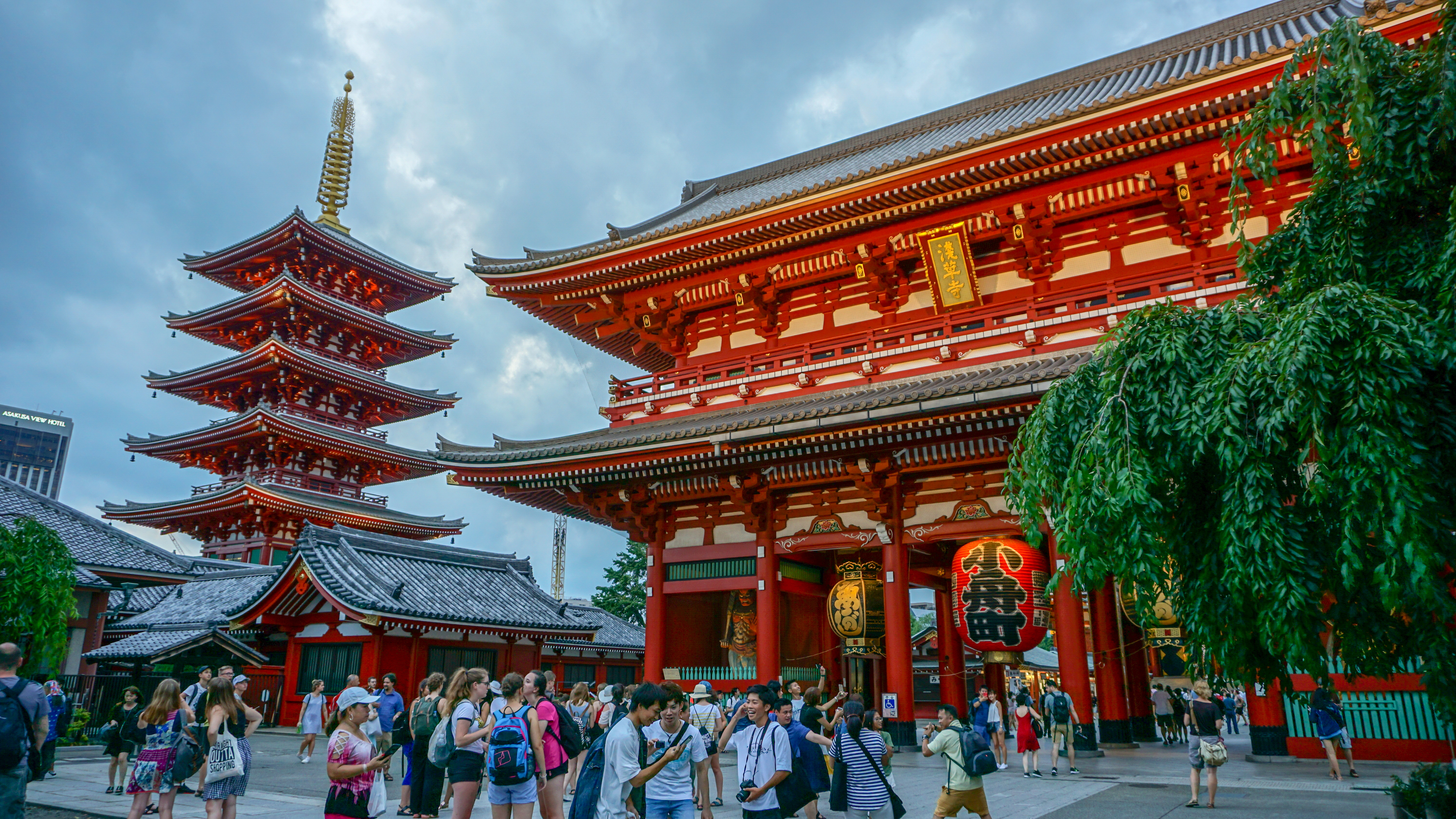

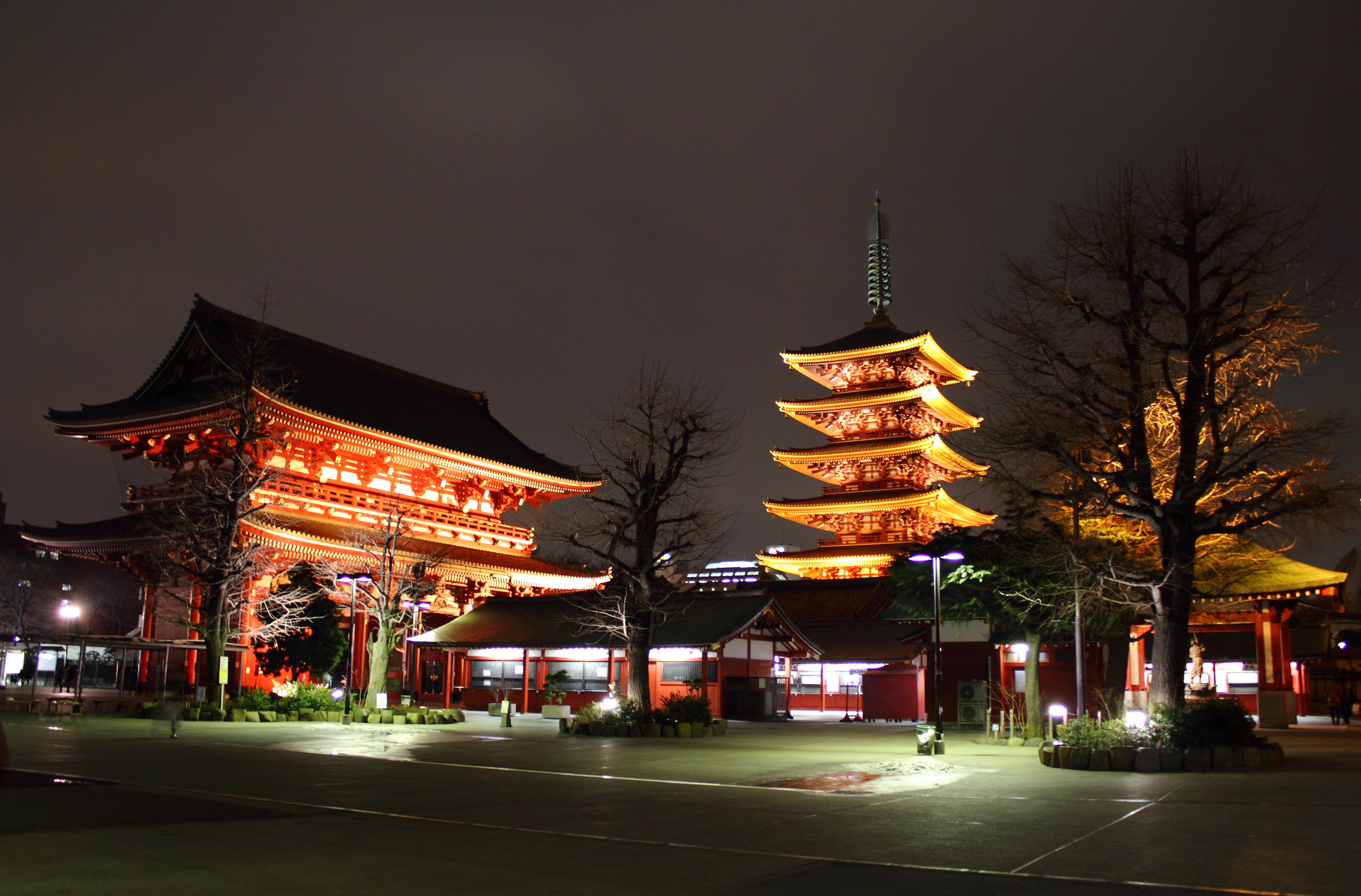

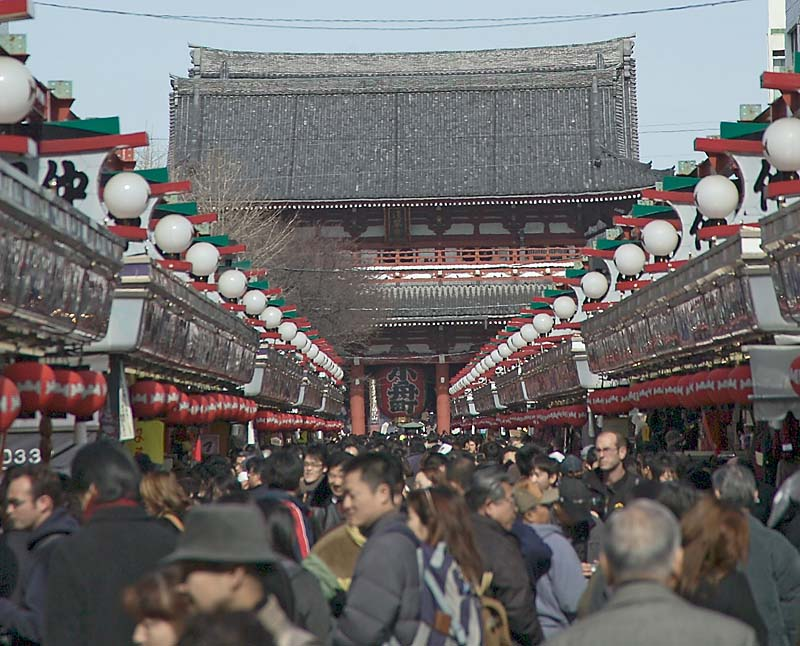
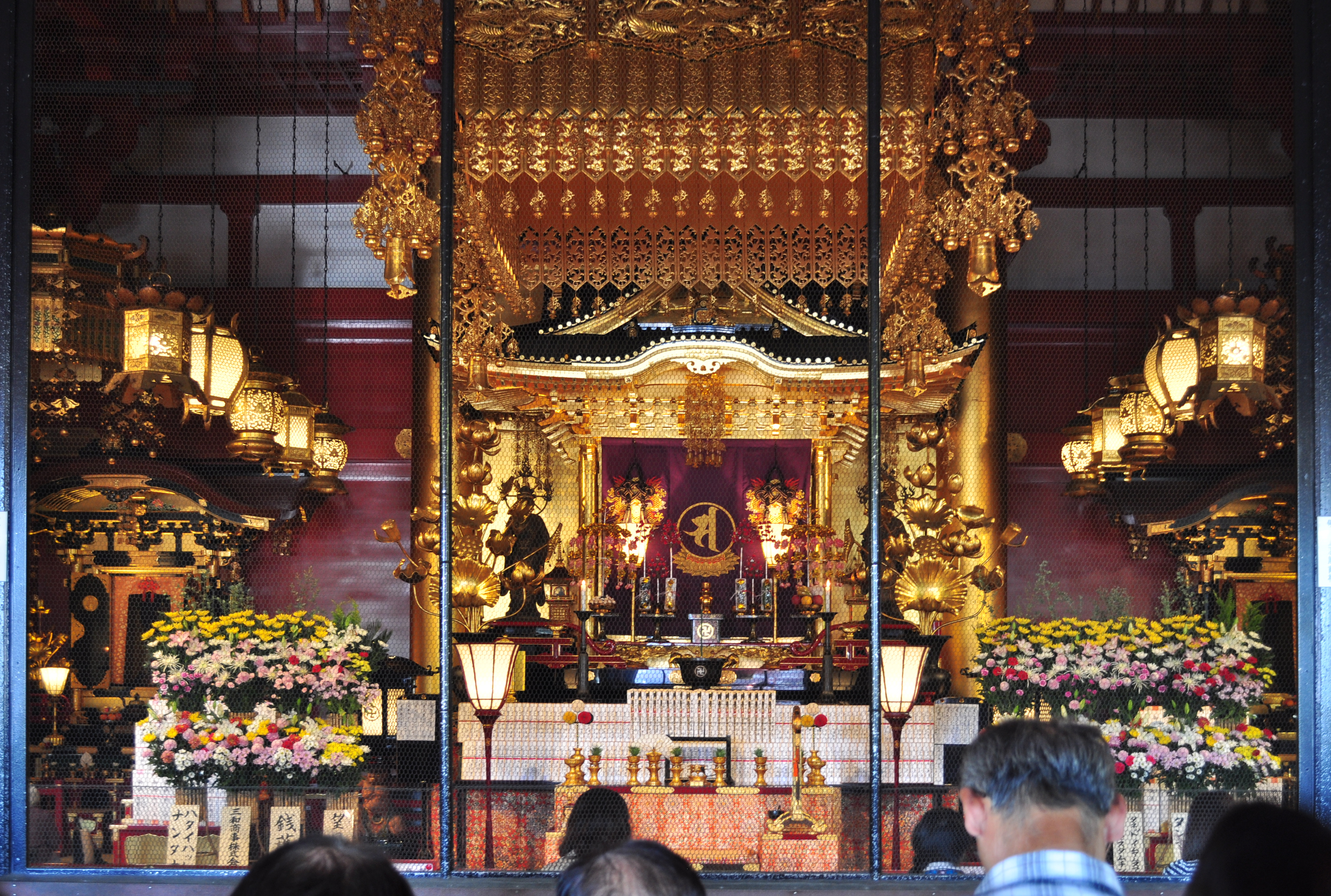
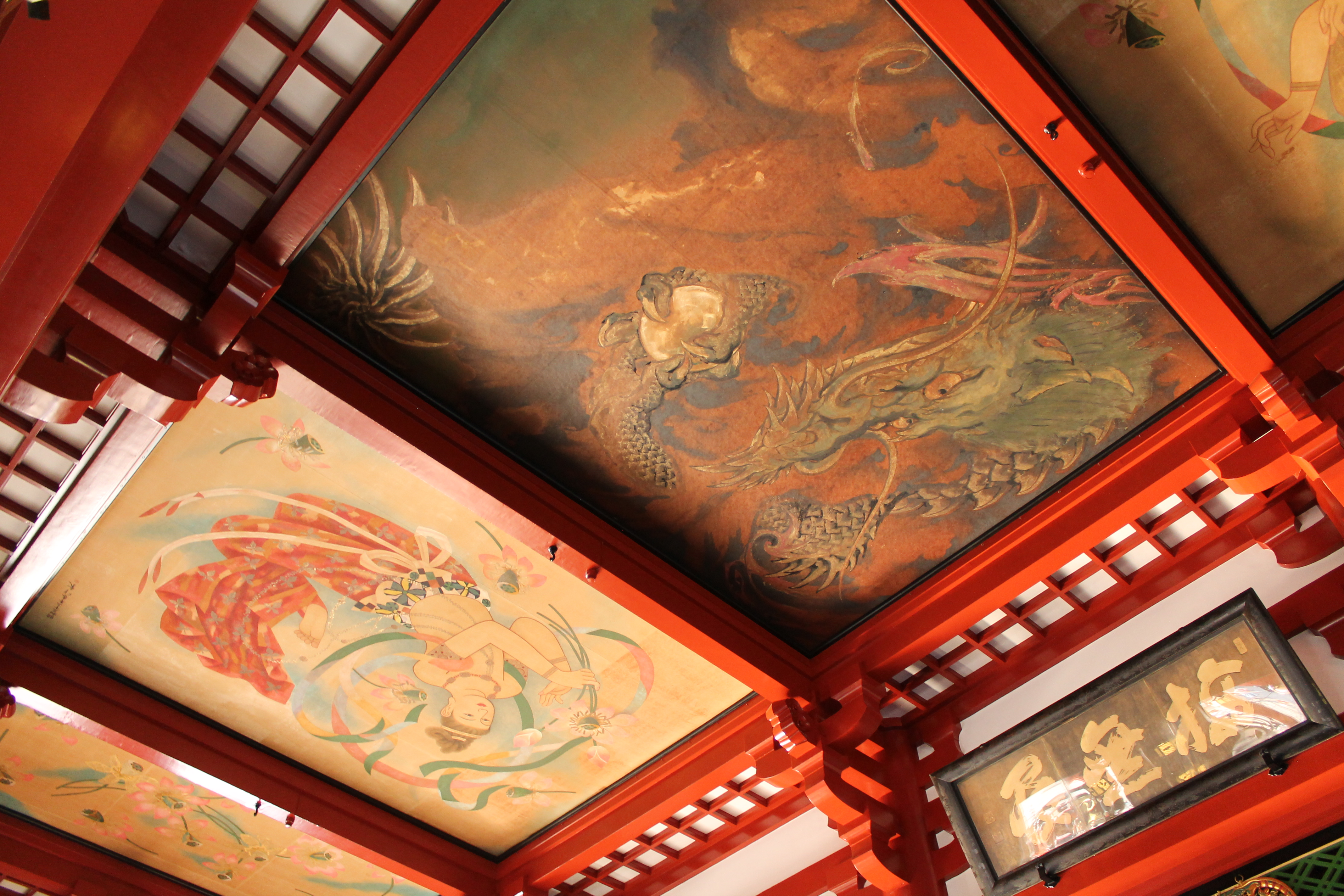
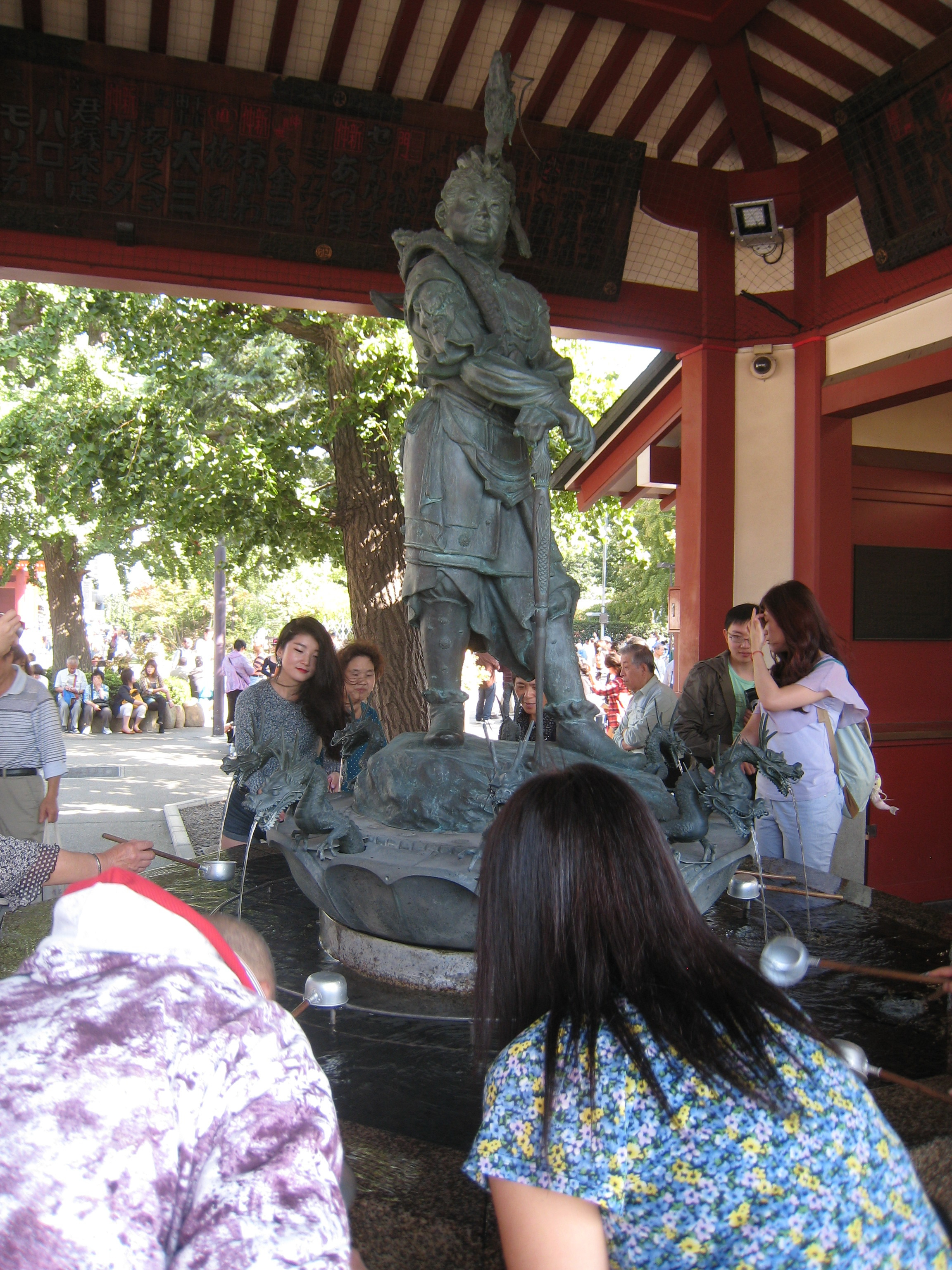
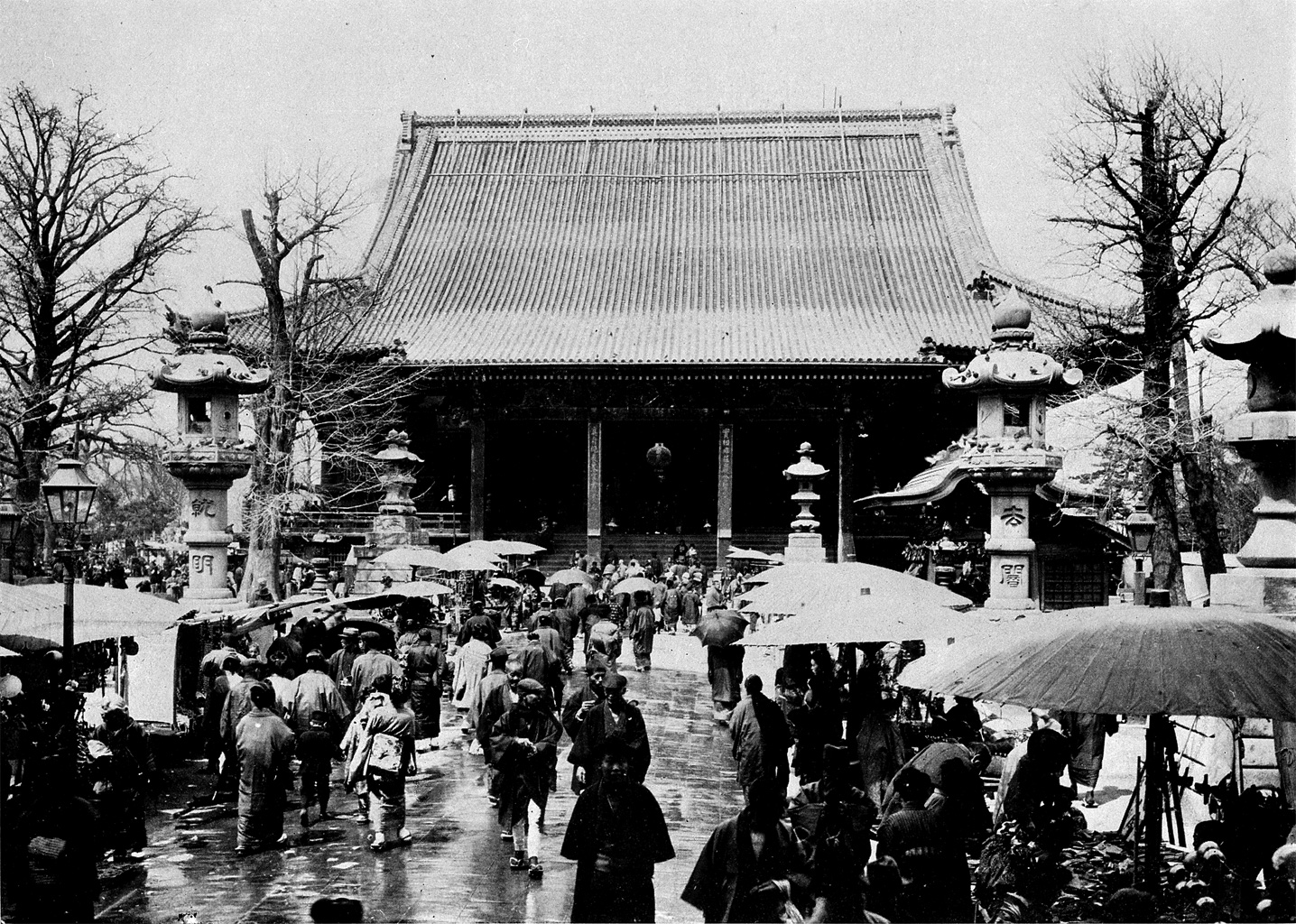
1910
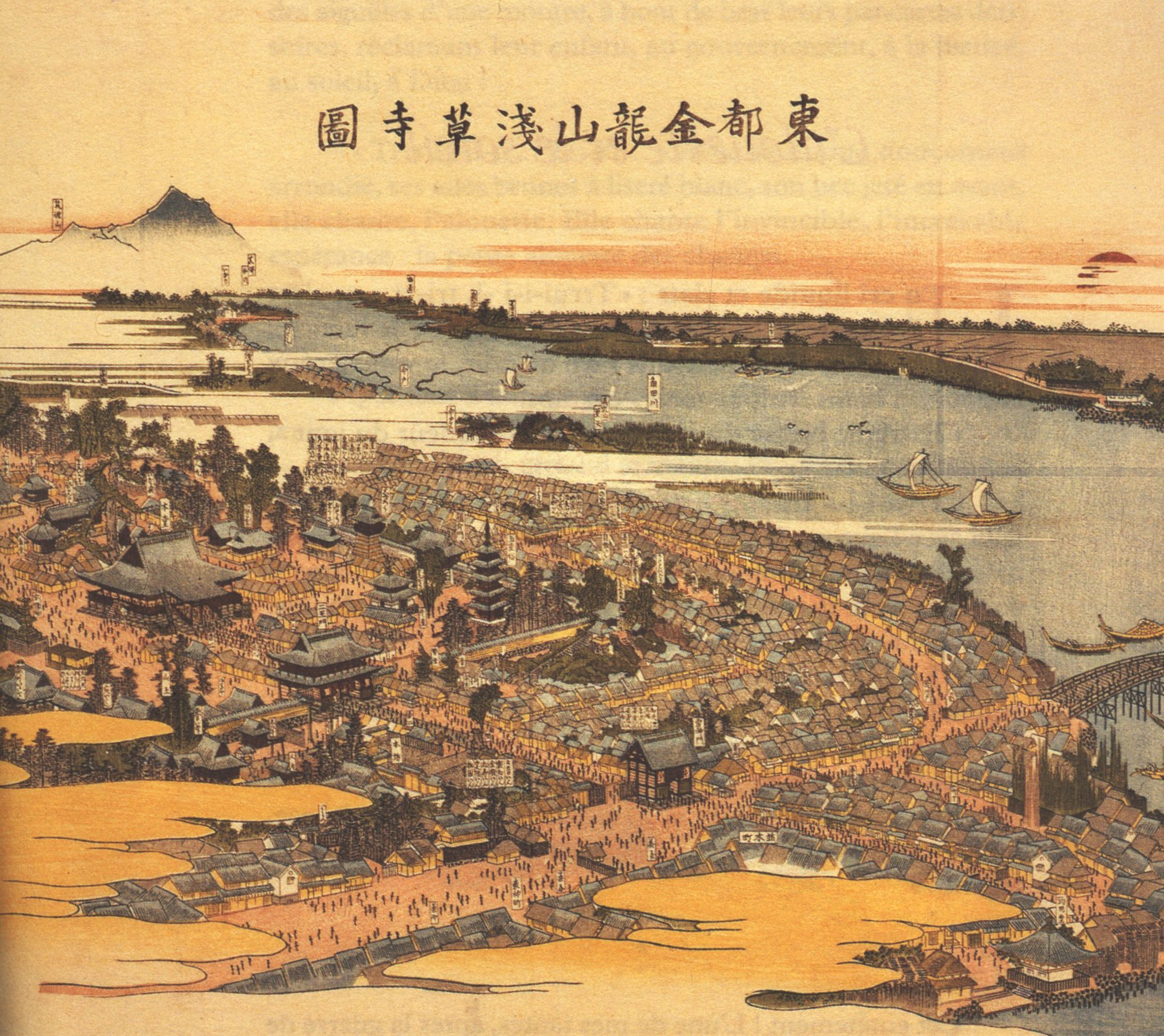
1820
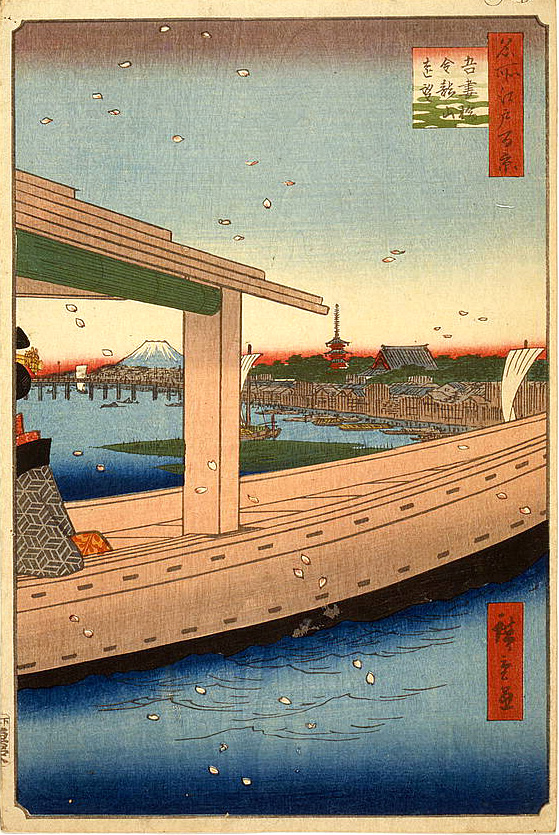
Hiroshige
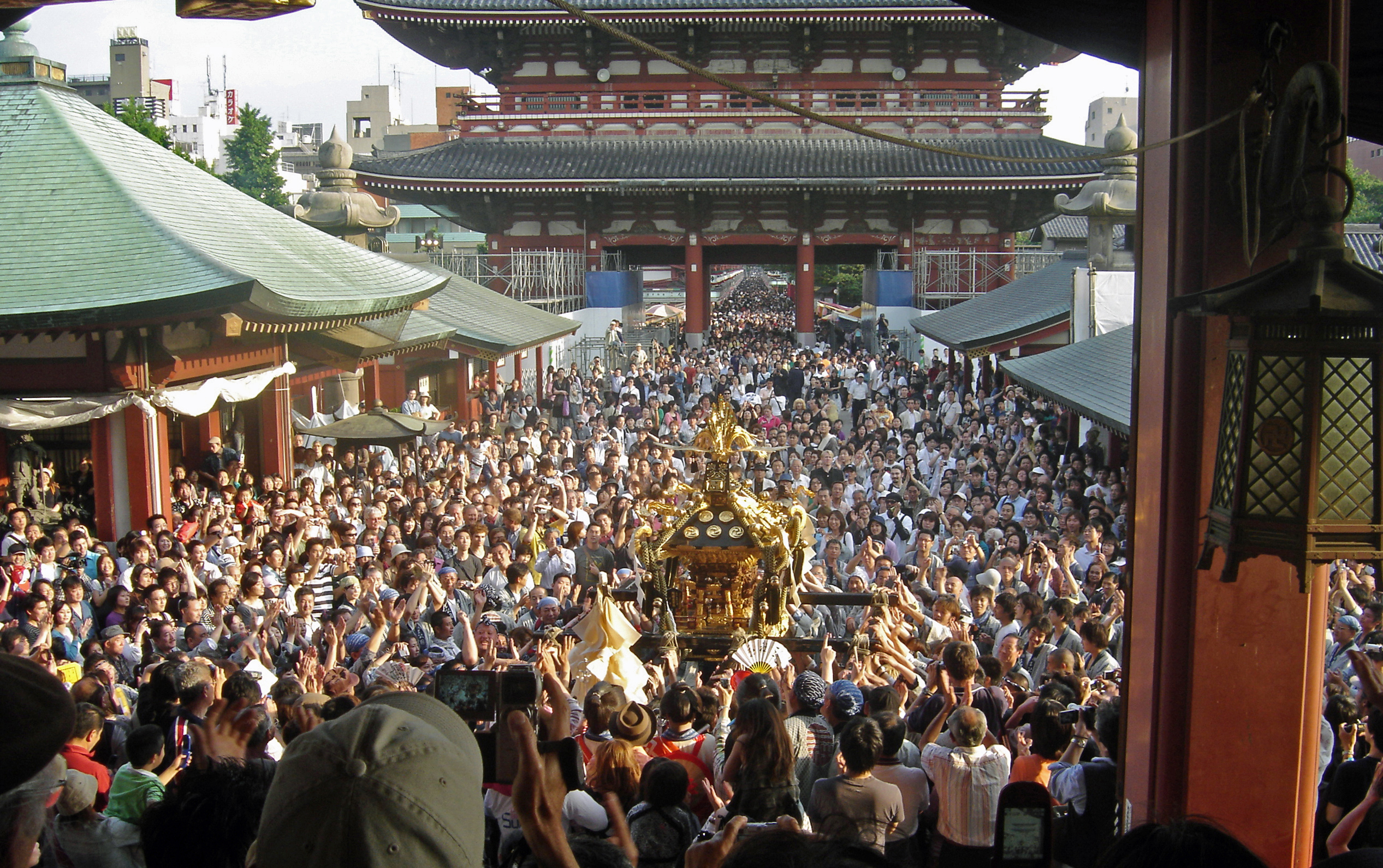
Sanja Matsuri